# Place de Sion
La place de Sion, en hébreu : כיכר ציון (Kikar Tziyon), est une place publique de Jérusalem, située à l'intersection des rues Jaffa, Ben Yehuda, Herbert Samuel et Yoel Moshe Salomon (en).
La place est au cœur du centre-ville, dans le quartier commercial du Triangle (en). Depuis l'époque de la Palestine sous mandat britannique, la place de Sion est le point central de la vie culturelle du centre-ville de Jérusalem. La place est animée jour et nuit par des touristes, des immigrants âgés, des étudiants étrangers, des jeunes locaux, des artistes de rue et des activistes religieux. Au cours des dernières décennies, la place est devenue un lieu de rendez-vous pour les jeunes désœuvrés et les sans-abri.
Des années 1930 à 2011, la place est un lieu populaire pour les protestations et les manifestations de masse.